# Ludovico de Varthema
Ludovico de Varthema, también conocido como Barthema y Vertomannus (Bolonia, ca. 1470-1517) fue un viajero y escritor italiano, conocido por haber sido el primer europeo no musulmán del que se sabe que entró en La Meca como peregrino.

## Biografía

### Primeras exploraciones y viaje a La Meca
Se sabe que Varthema había nacido en Bolonia, alrededor del año 1470. Fue tal vez soldado antes de comenzar sus viajes lejanos, que emprendió al parecer por su pasión por la aventura, la novedad y la fama que (en esa época especialmente) proporcionaban las exploraciones exitosas.
Dejó Europa hacia finales de 1502. A principios de 1503 llegó a Alejandría y remontó el río Nilo hasta El Cairo. Desde Egipto se embarcó hacia Beirut y desde allí viajó a Trípoli, Alepo y Damasco, donde logró ser inscrito en la guarnición de los mamelucos con el nombre de Yunas (Jonás). Desde Damasco hizo la peregrinación Hajj a La Meca y Medina como uno de los escoltas mamelucos de la caravana Hajj (abril-junio 1503). Describió las ciudades sagradas y los principales lugares de peregrinación del Islam y sus ceremonias con notable precisión, siendo casi todos sus detalles confirmados por escritores posteriores.

### De la cárcel a la India
Con el fin de alcanzar la India, se embarcó en Jeddah, una ciudad portuaria localizada a unos 80 km al oeste de La Meca. Navegó por el mar Rojo y a través del estrecho de Bab el-Mandeb llegó a la ciudad de Adén, donde fue arrestado y encarcelado como espía cristiano. Consiguió su libertad después de ser encarcelada, tanto en Adén como en Radaa, gracias a la intervención de uno de los sultanes de Yemen, y realizó una extensa gira por el suroeste de Arabia (visitando la ciudad de Saná). Luego se embarcó en Adén para el golfo Pérsico y la India. En el camino, pasó por las ciudades portuarias de Zeila y Berbera, al otro lado del mar Rojo, en la costa de la actual Somalia y siguió (a principios de 1504) hacia el puerto indio de Diu (en el actual estado de Gujarat), que después sería una famosa fortaleza portuguesa.
Desde Diu remontó el golfo de Cambay hasta el puerto de Gogo, y de allí volvió de nuevo hacia atrás hacia el golfo Pérsico; pasó por Julfar y Muscat (ambas en la costa africana del golfo de Omán) y llegó al importante puerto de Ormuz. Desde Ormuz parece haber viajado a través de Persia hasta Herat, volviendo desde allí hacia el suroeste a Shiraz, donde se asoció con un comerciante persa, que le acompañaría a continuación durante sus siguientes etapas por el sur de Asia.
Tras varios intentos infructuosos para llegar a Samarcanda, ambos volvieron a Shiraz, y de allí a Ormuz, y se embarcaron nuevamente hacia la India. Desde la desembocadura del Indo, Varthema costeó completamente la costa oeste de la India, haciendo escalas en Cambay, Chaul, en Goa —desde donde hizo una excursión al interior hasta Bijapur—, en Cananor —desde la que volvió a partir también hacia el interior para visitar Vijayanagar, a orillas del Tungabhadra— y finalmente en Calicut (ca. 1505), donde se detuvo para describir la sociedad, usos y costumbres de Malabar, así como la topografía y el comercio de la ciudad, la corte y el gobierno de su soberano (el Zamorin), su justicia, religión, navegación y organización militar. En ninguna parte las precisas y poderosas observaciones que hizo Varthema se muestran más sorprendentes.
Pasando por el importante puerto de Cochín, y haciendo escala en Kollam (antes conocida como Quilon), dobló el cabo Comorín, y pasó a Ceilán (ca. 1506). Aunque su estancia fue breve (probablemente en Colombo), aprendió mucho sobre la isla, desde donde se embarcó hacia Pulicat, situada algo más al norte de Madrás, para a continuación llegar de nuevo a Vijayanagar. Desde allí cruzó desde Tenasserim, en la península de Malaca, a Bengala, tal vez cerca de Chittagong (frente a la bahía de Bengala), y llegó a Pegu, siempre en compañía de su amigo persa y está vez de dos cristianos chinos a los que habían conocido en Bengala.

### Sumatra, Borneo, Java y Nagapattinam
Después de algún éxito comerciando con el rey de Pegu, Varthema y sus acompañantes navegaron a Malaca, cruzaron el Pider (o Pedir) en Sumatra, y desde allí procedieron a Banda Aceh y Monoch (una de las islas Molucas), el punto más al este al que llegó el viajero italiano.
Desde las Molucas volvieron hacia el oeste, alcanzaron Borneo, y allí fletaron un barco para la isla de Java, la más grande de las islas, como le contaron sus compañeros cristianos. En este punto del viaje hace la observación de que el capitán nativo hacía uso del compás y de cartas de navegación en el tránsito de Borneo a Java, y preservó una curiosa referencia, casi medio mítica, a unas supuestas lejanas tierras meridionales.
Desde Java cruzó a Malaca, donde él y su aliado persa se separaron de los cristianos chinos. Desde Malaca regresó a la costa de Coromandel, y desde Nagapattinam, en Coromandel, viajó hacia atrás, alrededor del cabo Comorín, hasta Kulam y Calicut.

### Regreso a Europa
Varthema estaba ansioso por reasumir el cristianismo y regresar a Europa. Después de algún tiempo logró desertar a la guarnición portuguesa en Cananor (a principios de 1506). Luchó con los portugueses en varios compromisos y fue nombrado caballero por el virrey Francisco de Almeida, siendo su patrocinador el navegante Tristão da Cunha.
Durante un año y medio actuó como factor portugués en Cochín y, el 6 de diciembre de 1507, finalmente, dejó la India para emprender el regreso a Europa por la ruta del Cabo. Navegando desde Cananor, Varthema aparentemente alcanzó África a la altura de Malindi y (probablemente) con una navegación de cabotaje, siguió por Mombasa y Kilwa hasta llegar a Mozambique, donde dio cuenta de que se estaba empezaba a construir una fortaleza portuguesa; también describió con su habitual precisión a los negros del continente.
Más allá del cabo de Buena Esperanza se encontraron con furiosas tormentas, pero llegó a salvo a Lisboa después de avistar la isla de Santa Elena y la isla Ascensión y de tocar las islas Azores. En Portugal, el rey lo recibió cordialmente, le retuvo varios días en la corte para aprender acerca de la India, y le confirmó el título de caballero que le había conferido el virrey Almeida.
Siguiendo su narrativa, finalmente logró llegar por último a Roma, donde se despide del lector. En 1510 apareció en Roma una obra en la que da cuenta de sus viajes en forma de crónica, con el título de Itinerario de Ludouico de Varthema Bolognese. Poco se sabe de su vida después, excepto que habría permanecido varios años en Roma y que habría fallecido en junio de 1517.

## Legado

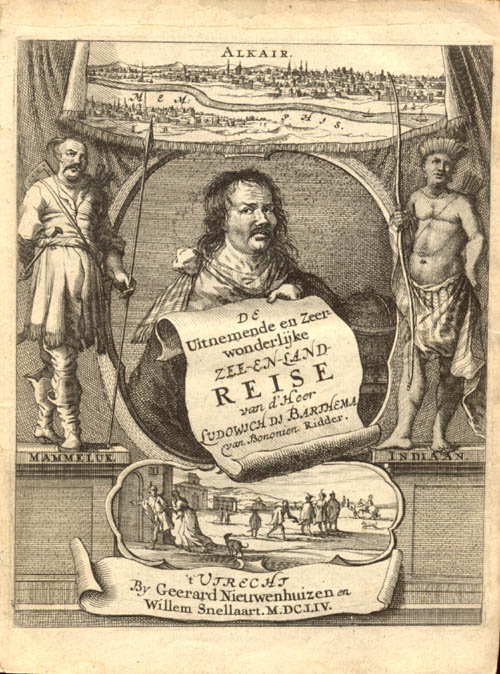
Portada neerlandesa de 1654 del Itinerario de Varthema

Según escribió Richard Francis Burton:

Por la corrección de observaciones y la disposición Varthema figura en primera fila de los antiguos viajeros orientales. En Arabia y el archipiélago Indio al este de Java es (para Europa y la Cristiandad) un verdadero descubridor. Incluso pasando por terrenos atravesados por antiguos exploradores europeos, su aguda inteligencia frecuentemente añade valiosas notas originales sobre pueblos, modales, costumbres, leyes, religiones, productos, comercio, métodos de guerra.
For correctness of observation and readiness of with Varthema stands in the foremost rank of the old Oriental travellers. In Arabia and in the Indian archipelago east of Java he is (for Europe and Christendom) a real discoverer. Even where passing over ground traversed by earlier European explorers, his keen intelligence frequently adds valuable original notes on peoples, manners, customs, laws, religions, products, trade, methods of war.
Richard Francis Burton, The Pilgrimage to Al-Medinah and Meccah.

La obra de Varthema (Itinerario de Ludouico de Varthema Bolognese) fue publicada por primera vez en italiano en Roma en 1510. Otras ediciones italianas aparecieron en Roma (1517), Venecia (1518, 1535, 1563 y 1589) y en Milán (1519, 1523 y 1525). También se presentaron traducciones latinas en Milán (1511, realizada por Archangelus Madrignanus) y en Nuremberg (1610). La primera traducción castellana, firmada por Cristóbal de Arcos, clérigo, salió impresa en Sevilla en 1520 por Jacobo Cromberger con el título Itinerario del venerable varón micer Luis patricio romano, en el qual cue[n]ta mucha parte dela Ethiopia Egipto, y entra[m]bas Arabias, Siria y la India. Buelto de latín en romance por Christobal de arcos clérigo; Nunca hasta aquí impresso en lengua castellana. El libro ha sido traducido a más de cincuenta idiomas.